# Заплавка (заказник)
Заплавка — ландшафтний заказник місцевого значення. 
Заказник розташований у Магдалинівському районі Дніпропетровської області.
Площа заказника — 448,4 га, створений у 2013 році.